# Piruka
Piruka, nome artístico de André Filipe de Oliveira (Madorna, 4 de Março de 1993), é um rapper português. Cresceu na Madorna, concelho de Cascais.
Os seus maiores êxitos são "Se Eu Não Acordar Amanhã", "Salto Alto", "Não Se Passa Nada", "Prova dos 9", "Impossíveis", "Chora Agora", "Louco" e "Só Vim Dizer Yau", a maioria com mais de 10 milhões de streams apenas no Spotify.
Em 2016 e 2017, sem qualquer apoio de uma grande editora (recusou várias ofertas de contratos com grandes gravadoras), obteve centenas de milhares de seguidores no YouTube e Spotify, assim como milhões de reproduções acumuladas nas plataformas de streaming, e assina um contrato de distribuição com a editora independente espanhola Altafonte. Em janeiro de 2024, era um dos artistas portugueses com mais subscritores no seu canal de YouTube, ultrapassando as 700 000 subscrições. 
Ao longo da sua carreira, e até janeiro de 2024, tinha acumulado 26 galardões de Platina e 10 galardões de Ouro no Top de Vendas Fonográficas em Portugal.
Colaborou com vários artistas nacionais e internacionais, como Ivandro, Major RD, Guga, Gama WNTD, 1KILO, Mota Jr., Bluay, Khapo, Rafa G ou Jimmy P, e tantos outros.

## Discografia

### Álbuns de estúdio
| Ano  | Título                     | Posições mais altas               | Certificação (AFP) |
| Ano  | Título                     | Tabela Portuguesa de Álbuns (POR) |                    |
| ---- | -------------------------- | --------------------------------- | ------------------ |
| 2014 | Quatro Cantos              |                                   |                    |
| 2016 | Pára e Pensa               | 46                                |                    |
| 2017 | AClara                     |                                   | 6x Platina         |
| 2020 | Coroa                      | 121                               |                    |
| 2023 | Iluminado                  |                                   |                    |
| 2024 | Iluminado (Deluxe Edition) |                                   |                    |

### Álbuns ao vivo
| Ano  | Título                 | Posições mais altas               | Certificação (AFP) |
| Ano  | Título                 | Tabela Portuguesa de Álbuns (POR) |                    |
| ---- | ---------------------- | --------------------------------- | ------------------ |
| 2024 | Nos Coliseus (Ao Vivo) |                                   |                    |

### Singlescomo artista principal
| Ano  | Título                                 | Posições mais altas                | Certificação (AFP) | Álbum                      |
| Ano  | Título                                 | Tabela Portuguesa de Singles (POR) |                    |                            |
| ---- | -------------------------------------- | ---------------------------------- | ------------------ | -------------------------- |
| 2015 | "Está na Hora"                         |                                    |                    |                            |
| 2016 | "Não Fiques para Trás" (com Ivo Lucas) |                                    |                    |                            |
| 2016 | "Ca Bu Fla Ma Nau" (com Mota Jr)       | 17                                 |                    | AClara                     |
| 2016 | "Sirenes"                              | 43                                 |                    | AClara                     |
| 2017 | "Se Não Acordar Amanhã"                | 16                                 | Platina            | AClara                     |
| 2017 | "Não Faz Isso"                         | 7                                  |                    | AClara                     |
| 2017 | "Salto Alto"                           | 4                                  | 2x Platina         | Coroa                      |
| 2017 | "Certidão de Óbito"                    | 55                                 |                    | Coroa                      |
| 2017 | "Só Vim Dizer Yau"                     | 6                                  |                    | Coroa                      |
| 2018 | "Já Se Passou Tudo" (com 1Kilo)        | 16                                 |                    | Coroa                      |
| 2018 | "Os Meus Putos" (com Khapo)            |                                    |                    | Coroa                      |
| 2018 | "Prova dos 9"                          | 27                                 |                    | Coroa                      |
| 2018 | "Vai"                                  |                                    |                    | Coroa                      |
| 2019 | "Até Já"                               | 40                                 |                    | Coroa                      |
| 2019 | "Impossíveis"                          | 14                                 | Platina            | Coroa                      |
| 2019 | "Louco" (com Bluay)                    | 1                                  |                    | Coroa                      |
| 2020 | "Chora Agora"                          | 17                                 |                    |                            |
| 2021 | "Fé"                                   | 23                                 |                    |                            |
| 2022 | "FALADUKÊ" (com Jimmy P)               | 89                                 |                    |                            |
| 2022 | "Beijo"                                | 62                                 |                    | Iluminado                  |
| 2023 | "Anjos Não Falam"                      | 105                                |                    | Iluminado                  |
| 2023 | "Louca Life" (com Major RD)            |                                    |                    | Iluminado                  |
| 2023 | "Andavas Aonde"                        |                                    |                    | Iluminado (Deluxe Edition) |
| 2023 | "Quarto de Hora"                       | 100                                |                    | Iluminado (Deluxe Edition) |
| 2023 | "Braille"                              |                                    |                    | Iluminado (Deluxe Edition) |
| 2024 | "Aqui Comigo"                          | 62                                 |                    |                            |
| 2024 | "Panteão"                              | 84                                 |                    |                            |
| 2024 | "Como É Que 'Tás"                      | 86                                 |                    |                            |
| 2025 | "Menino da Mamã"                       | 74                                 |                    |                            |

### Outras faixas como artista principal que entraram nas tabelas
| Ano  | Título                 | Posições mais altas                | Certificação (AFP) | Álbum  |
| Ano  | Título                 | Tabela Portuguesa de Singles (POR) |                    |        |
| ---- | ---------------------- | ---------------------------------- | ------------------ | ------ |
| 2017 | "AClara"               | 84                                 |                    | AClara |
| 2017 | "Clara"                | 82                                 |                    | AClara |
| 2017 | "Meu Deslize"          | 89                                 |                    | AClara |
| 2017 | "Minha Pergunta"       | 64                                 |                    | AClara |
| 2017 | "Não Querias Tentar"   | 71                                 |                    | AClara |
| 2017 | "Não Se Passa Nada"    | 25                                 | Ouro               | AClara |
| 2017 | "Por Isso"             | 88                                 |                    | AClara |
| 2017 | "Queres Falar do Quê?" | 56                                 |                    | AClara |
| 2017 | "Certidão de Óbito"    | 55                                 |                    | AClara |

### Singlesem que participa como artista convidado
| Ano  | Título                                          | Posições mais altas                | Certificação (AFP) |
| Ano  | Título                                          | Tabela Portuguesa de Singles (POR) |                    |
| ---- | ----------------------------------------------- | ---------------------------------- | ------------------ |
| 2020 | "Fala a Verdade" (Timor YSF com Piruka)         |                                    |                    |
| 2022 | "Encontrar" (Fernando Daniel com Piruka)        |                                    |                    |
| 2022 | M.O.D (Kosmo Da Fun com Piruka e Chakal Da Gun) |                                    |                    |
| 2022 | "I'm Sorry" (Mizzy Miles com Piruka e Ivandro)  |                                    |                    |
| 2022 | "Mama Ka Bu Txora" (Rafa G com Piruka)          |                                    |                    |
| 2024 | "Fala-me a Verdade" (Bia Caboz com Piruka)      |                                    |                    |